# Vlag van Wenen
De vlag van Wenen bestaat uit twee horizontale banden, in de kleuren rood (boven) en wit. De Landesdienstflagge is dezelfde vlag, maar dan met het wapen van de deelstaat in het midden. De kleuren rood en wit zijn afkomstig van het wapen van de deelstaat, dat bestaat uit een rood schild met daarop een wit kruis. De vlag werd omstreeks 1946 in gebruik genomen.
De civiele vlag van Wenen is gelijk aan de civiele vlag van Vorarlberg en Salzburg.
|  |  |